# 술전갱이

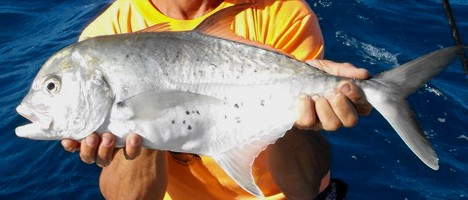

술전갱이(학명:Caranx bucculentus)는 전갱이목 전갱이과에 속하는 물고기이다. 몸길이는 66cm로 중형물고기에 속한다.

## 특징과 먹이
술전갱이는 전갱이목 전갱이과의 어류 중에서 몸이 아름다운 은색을 가지고 있는 어류 중에 하나이다. 은색의 몸을 바탕으로 검은 점들이 나 있고 눈과 입이 매우 큰 어종이다. 양턱에는 작은 이빨들이 줄지어 나 있으며 지느러미는 대부분 회색이지만 등지느러미는 갈색을 띄고 있으며 등지느러미가 2개이다. 등지느러미는 제2등지느러미와 배지느러미가 각각 위와 아래로 솟구쳐 있다. 먹이로는 멸치, 청어, 정어리, 꽁치와 같은 작은물고기, 오징어와 같은 두족류, 갑각류를 모두 잡아먹는 육식성물고기에 속한다.

## 서식지와 어획
술전갱이의 주요서식지는 서부 태평양이며 대만에서 오스트레일리아에 이르는 지역까지 광범위하게 서식하고 있다. 수심 7M~63M의 산호초나 연안에서 주로 서식하는 표해수대의 어류이다. 술전갱이는 식용으로도 이용이 되는데 주로 회, 초밥, 구이로 가장 많이 먹는다.

## 같이 보기
- 전갱이목
- 전갱이과